# Dalmatinska nogometna liga – Sjeverna skupina 1972./73.
Dalmatinska nogometna liga – Sjeverna skupina je bila jedna od dvije skupine Dalmatinske nogometne lige u sezoni 1972./73., trećeg stupnja nogometnog prvenstva Jugoslavije. 
 
Sudjelovalo je 14 klubova, a prvak je bio "Zadar".

## Ljestvica
| mj. | klub                      | ut. | pob. | ner. | por. | gol+ | gol- | bod |
| --- | ------------------------- | --- | ---- | ---- | ---- | ---- | ---- | --- |
| 1.  | Zadar                     | 26  | 18   | 4    | 4    | 61   | 29   | 40  |
| 2.  | Junak Sinj                | 26  | 13   | 7    | 6    | 54   | 23   | 33  |
| 3.  | Solin                     | 26  | 12   | 7    | 7    | 52   | 32   | 31  |
| 4.  | Bagat Zadar               | 26  | 11   | 9    | 6    | 46   | 37   | 31  |
| 5.  | Dinara Knin               | 26  | 12   | 6    | 8    | 43   | 39   | 30  |
| 6.  | Velebit Benkovac          | 26  | 10   | 9    | 7    | 30   | 31   | 29  |
| 7.  | Omladinac Zadar           | 26  | 8    | 10   | 8    | 31   | 28   | 26  |
| 8.  | Slaven Trogir             | 26  | 10   | 3    | 13   | 43   | 53   | 23  |
| 9.  | Sloga Mravince            | 26  | 8    | 6    | 16   | 33   | 41   | 22  |
| 10. | Jugovinil Kaštel Gomilica | 26  | 7    | 8    | 11   | 31   | 42   | 22  |
| 11. | Jadran Kaštel Sućurac     | 26  | 8    | 5    | 13   | 29   | 41   | 21  |
| 12. | Val Kaštel Stari          | 26  | 6    | 7    | 13   | 32   | 47   | 19  |
| 13. | Mosor Žrnovnica           | 26  | 7    | 5    | 14   | 32   | 54   | 19  |
| 14. | DOŠK Drniš                | 26  | 8    | 2    | 16   | 25   | 51   | 18  |

## Rezultatska križaljka
| kratica | klub                      | BAG | DIN | DOŠK | JAD | JUG             | JUN | MOS | OML | SLA | SLO | SOL | VAL | VEL | ZAD |
| --- | ------------------------- | --- | --- | ---- | --- | --------------- | --- | --- | --- | --- | --- | --- | --- | --- | --- |
| BAG | Bagat Zadar               |     |     |      |     | 5:2             |     |     |     | 2:1 | 2:0 |     |     |     |     |
| DIN | Dinara Knin               |     |     |      |     | 1:1             |     |     |     | _:_ | 3:0 |     |     |     |     |
| DOŠK | DOŠK Drniš                |     |     |      |     | 2:1             |     |     |     | 4:1 | 1:0 |     |     |     |     |
| JAD | Jadran Kaštel Sućurac     |     |     |      |     | 1:3             |     |     |     | 1:3 | 3:0 |     |     |     |     |
| JUG | Jugovinil Kaštel Gomilica | 1:1 | 0:1 | 3:0  | 1:4 |                 | 3:0 | 3:1 | 2:1 | 0:3 | 0:0 | 2:1 | 2:2 | 0:0 | 1:3 |
| JUN | Junak Sinj                |     |     |      |     | 1:0             |     |     |     | 5:0 | 4:0 |     |     |     |     |
| MOS | Mosor Žrnovnica           |     |     |      |     | 2:0             |     |     |     | 2:0 | 1:1 |     |     |     |     |
| OML | Omladinac Zadar           |     |     |      |     | 4:0             |     |     |     | 0:1 | 1:0 |     |     |     |     |
| SLA | Slaven Trogir             | 3:1 | 6:2 | 3:1  | 3:2 | 1:1             | 1:1 | 6:0 | 3:1 |     | 4:2 | 0:4 | 2:4 | 3:4 | 1:0 |
| SLO | Sloga Mravince            | 4:3 | 1:2 | 2:0  | 2:2 | 4:0             | 1:1 | 0:1 | 2:1 | 2:1 |     | 1:5 | 2:1 | 5:1 | 0:2 |
| SOL | Solin                     |     |     |      |     | 0:0 p, 3:0 p.f. |     |     |     | 3:1 | 1:1 |     |     |     |     |
| VAL | Val Kaštel Stari          |     |     |      |     | 0:3             |     |     |     | 3:1 | 0:3 |     |     |     |     |
| VEL | Velebit Benkovac          |     |     |      |     | 1:1             |     |     |     | 2:1 | 1:0 |     |     |     |     |
| ZAD | Zadar                     |     |     |      |     | 2:2             |     |     |     | 2:0 | 0:0 |     |     |     |     |
| |                           |     |     |      |     |                 |     |     |     |     |     |     |     |     |     |
| podebljan rezultat - utakmice od 1. do 13. kola (1. utakmica između klubova) rezultat normalne debljine - utakmice od 14. do 26. kola (2. utakmica između klubova) rezultat nakošen - nije vidljiv redoslijed odigravanja međusobnih utakmica iz dostupnih izvora rezultat nakošen i smanjen * - iz dostupnih izvora nije uočljiv domaćin susreta prekrižen rezultat - poništena ili brisana utakmica p - utakmica prekinuta 3:0 p.f. / 0:3 p.f. - rezultat 3:0 bez borbe |                           |     |     |      |     |                 |     |     |     |     |     |     |     |     |     |

 Izvori: 